# Edward Celestin Daly
Edward Celestin Daly (Cambridge, 24 ottobre 1894 – Roma, 23 novembre 1964) è stato un vescovo cattolico statunitense.

## Biografia
Edward Celestin Daly nacque a Cambridge, nel Massachusetts, il 24 ottobre 1894 da James and Elizabeth (nata Cairns). I suoi genitori erano irlandesi.

### Formazione e ministero sacerdotale
Dal 1912 al 1914 frequentò il Boston College.
Nel settembre del 1914 entrò nel noviziato dell'Ordine dei frati predicatori e l'anno successivo emise la professione solenne. Studiò filosofia e teologia presso la Dominican House of Studies di Washington dal 1915 al 1924.
Il 12 giugno 1921 fu ordinato presbitero nella Dominican House of Studies da monsignor John Timothy McNicholas, vescovo di Duluth. Studiò diritto canonico con monsignor Filippo Bernardini all'Università Cattolica d'America a Washington fino al 1924, quando divenne segretario e archivista della delegazione apostolica. Nel 1936 conseguì il Sacrae Theologiae Magister a Roma. Fu anche professore di diritto canonico presso la Dominican House of Studies.

### Ministero episcopale
Il 13 marzo 1948 papa Pio XII lo nominò vescovo di Des Moines. Ricevette l'ordinazione episcopale il 13 maggio successivo nella cattedrale di Sant'Ambrogio a Des Moines dall'arcivescovo Amleto Giovanni Cicognani, delegato apostolico negli Stati Uniti d'America, co-consacranti l'arcivescovo metropolita di Dubuque Henry Patrick Rohlman e il vescovo coadiutore di Winona Leo Binz. Durante la stessa celebrazione prese possesso della diocesi.
Il 25 maggio 1958 venne nominato assistente al Soglio Pontificio.
Partecipò alle prime tre sessioni del Concilio Vaticano II e fu eletto membro della commissione per i religiosi. Dopo aver partecipato alla sua terza sessione, partì alla volta di Mumbai dove avrebbe dovuto partecipare al 38º congresso eucaristico internazionale. Morì quando il suo aereo, il volo TWA 800, si schiantò poco dopo il decollo all'aeroporto di Roma-Fiumicino il 23 novembre 1964. Aveva 70 anni. Il 27 novembre padre Aniceto Fernández Alonso, maestro generale dell'Ordine dei predicatori, celebrò una messa in suffragio nella basilica di Santa Sabina. La salma venne quindi rimpatriata accompagnata da padre Alexis Driscoll, assistente del maestro generale per l'America settentrionale. Le esequie si tennero il 1º dicembre nella cattedrale di Sant'Ambrogio a Des Moines e furono presiedute da monsignor Egidio Vagnozzi, delegato apostolico negli Stati Uniti d'America. L'omelia venne pronunciata da monsignor James Joseph Byrne, arcivescovo metropolita di Dubuque. È sepolto nel Glendale Cemetery di Des Moines.

## Genealogia episcopale
La genealogia episcopale è:
- Cardinale Scipione Rebiba
- Cardinale Giulio Antonio Santori
- Cardinale Girolamo Bernerio, O.P.
- Arcivescovo Galeazzo Sanvitale
- Cardinale Ludovico Ludovisi
- Cardinale Luigi Caetani
- Cardinale Ulderico Carpegna
- Cardinale Paluzzo Paluzzi Altieri degli Albertoni
- Papa Benedetto XIII
- Papa Benedetto XIV
- Papa Clemente XIII
- Cardinale Marcantonio Colonna
- Cardinale Giacinto Sigismondo Gerdil, B.
- Cardinale Giulio Maria della Somaglia
- Cardinale Carlo Odescalchi, S.I.
- Cardinale Costantino Patrizi Naro
- Cardinale Lucido Maria Parocchi
- Papa Pio X
- Cardinale Gaetano De Lai
- Cardinale Raffaele Carlo Rossi, O.C.D.
- Cardinale Amleto Giovanni Cicognani
- Vescovo Edward Celestin Daly, O.P.